# ラスベガス市長
ラスベガス市長（英語：Mayor of Las Vegas）は、アメリカ合衆国のネバダ州ラスベガスの市長である。
| 任期            | 氏名                           |
| --------------- | ------------------------------ |
| 1911年 - 1913年 | ピーター・ブオール             |
| 1913年 - 1919年 | W・L・ホーキンズ               |
| 1919年 - 1921年 | W・E・フェロン                 |
| 1921年          | ホレイス・ジョーンズ           |
| 1921年          | チャールズ・アイアランド       |
| 1921年 - 1922年 | W・C・ジャーマン               |
| 1922年 - 1923年 | W・H・デントナー               |
| 1923年 - 1925年 | W・C・ジャーマン               |
| 1925年 - 1931年 | J・F・ヘッセ                   |
| 1931年 - 1935年 | E・W・クレイギン               |
| 1935年 - 1938年 | L・L・アーネット               |
| 1938年 - 1939年 | ハーモン・パーシー・マーブル   |
| 1939年 - 1941年 | ジョン・L・ラッセル            |
| 1941年 - 1943年 | ハウエル・ギャリソン           |
| 1943年 - 1951年 | E・W・クレイギン               |
| 1951年 - 1959年 | C・D・ベイカー                 |
| 1959年 - 1975年 | オラン・K・グラグソン          |
| 1975年 - 1987年 | ウィリアム・H・ブリエア        |
| 1987年 - 1991年 | ロン・ルーリー                 |
| 1991年 - 1999年 | ジャン・ラヴァティ・ジョーンズ |
| 1999年 - 2011年 | オスカー・グッドマン           |
| 2011年 - 2024年 | キャロリン・グッドマン         |
| 2024年 - 現職   | シェリー・バークレー           |